# Андриевский, Антон Иосифович
Анто́н Ио́сифович Андрие́вский — советский хозяйственный, государственный и политический деятель, Герой Социалистического Труда.

## Биография
Родился в 1912 году в Нутковой Слободке (ныне — село Холодец). Член КПСС с 1943 года.
С 1930 года — на хозяйственной, общественной и политической работе. В 1930—1972 гг. — учитель в Бокиевской начальной школе Черноостровского района, учитель Липовского семилетней школы Сатановского района Хмельницкой области, участник Великой Отечественной войны, помощник командира взвода 456-го артиллерийского полка, участник боёв на Крымском фронте, директор Воздвиженской неполной средней школы в Куйбышевской области, инструктор отдела кадров Сатановского РК КП Украины, председатель колхоза имени Сталина (XXII съезда КПСС) Волочисского района Хмельницкой области.
Указом Президиума Верховного Совета СССР от 26 февраля 1958 года присвоено звание Героя Социалистического Труда с вручением ордена Ленина и золотой медали «Серп и Молот».
Делегат XXII съезда КПСС.
Умер в 1972 году.